# Гіброн (Кентуккі)
Гіброн (англ. Hebron) — переписна місцевість (CDP) в США, в окрузі Бун штату Кентуккі. Населення — 6195 осіб (2020).

## Географія
Гіброн розташований за координатами 39°3′50″ пн. ш. 84°42′30″ зх. д. / 39.06389° пн. ш. 84.70833° зх. д. (39.063817, -84.708281).  За даними Бюро перепису населення США в 2010 році переписна місцевість мала площу 16,65 км², з яких 16,62 км² — суходіл та 0,03 км² — водойми.

## Демографія
Згідно з переписом 2010 року, у переписній місцевості мешкало 5929 осіб у 1910 домогосподарствах у складі 1565 родин. Густота населення становила 356 осіб/км².  Було 2008 помешкань (121/км²).
Расовий склад населення:
| - 92,8 % — білих - 2,9 % — чорних або афроамериканців - 0,6 % — азіатів - 0,3 % — корінних американців - 1,3 % — осіб інших рас |

До двох чи більше рас належало 2,1 %. Частка іспаномовних становила 3,5 % від усіх жителів.
За віковим діапазоном населення розподілялося таким чином: 33,8 % — особи молодші 18 років, 61,5 % — особи у віці 18—64 років, 4,7 % — особи у віці 65 років та старші. Медіана віку мешканця становила 29,8 року. На 100 осіб жіночої статі у переписній місцевості припадало 97,4 чоловіків;  на 100 жінок у віці від 18 років та старших — 96,5 чоловіків також старших 18 років.
Середній дохід на одне домашнє господарство  становив 77 559 доларів США (медіана — 72 389), а середній дохід на одну сім'ю — 77 092 долари (медіана — 72 417). Медіана доходів становила 51 566 доларів для чоловіків та 39 117 доларів для жінок. За межею бідності перебувало 8,2 % осіб, у тому числі 14,7 % дітей у віці до 18 років та 4,8 % осіб у віці 65 років та старших.
Цивільне працевлаштоване населення становило 3108 осіб. Основні галузі зайнятості: освіта, охорона здоров'я та соціальна допомога — 22,3 %, роздрібна торгівля — 12,8 %, виробництво — 12,1 %.